# Shringeri

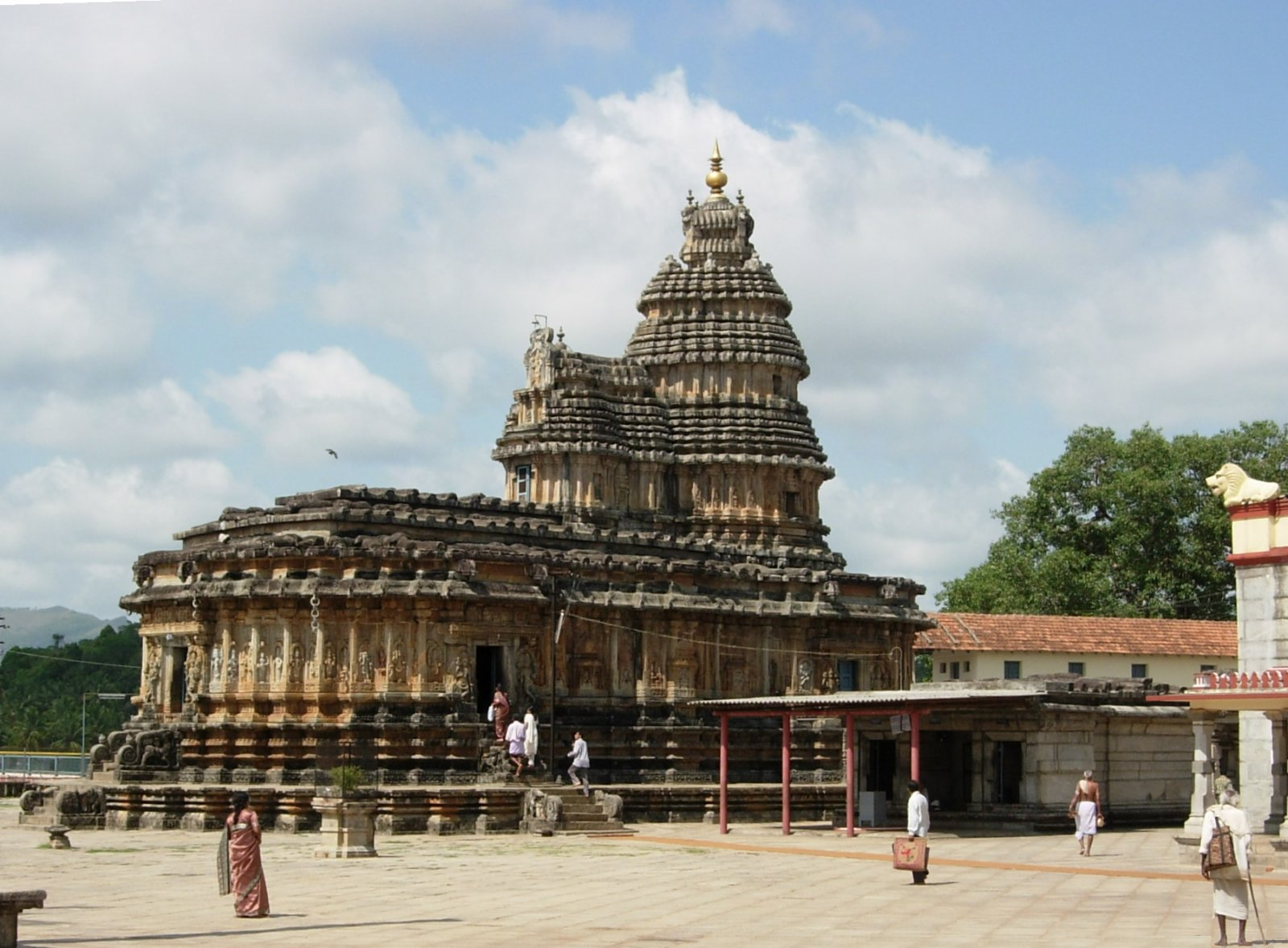
Templo de Vidia Shankará.

El famoso centro religioso de Sringeri (Shringeri, Śŗngeri, Śŗngagiri, Ŗshyaśŗnga-giri), está localizado en el distrito de Chikmagalur en el estado indio de Karnataka, es el sitio de primer matha establecido por Adi Shankará, teólogo hindú y exponente de la doctrina advaita vedanta, en el siglo VIII a. C.

## Origen
Localizado sobre las orillas del río Tunga. Según la leyenda, Adi Shankará, seleccionó el sitio como un lugar para quedarse y enseñar a sus discípulos, porque cuando andaba por el río Tunga, vio una cobra con la capucha levantada, proporcionando refugio del sol caliente, a una rana. Impresionado por el lugar donde unos enemigos naturales habían ido más allá de sus instintos, él se quedó aquí durante doce años. Shankará también estableció mathas en el norte (en Jyotirmath, cerca de Badrinath), en el este (en Puri) y en el oeste (en Dwaraka) de India.
El nombre Sringeri es sacado de Rishiaśringa-guiri, una colina cercana que, como se cree, ha contenido la ermita del rishi Vibhandaka y su hijo Rishyashringa. Rishiashringa aparece en un episodio del Bala-Kanda (en el Ramaiana donde una historia, relatada por Vásishtha, se relaciona como él trajo lluvias al reino de Romapada durante la sequía.

## Templos
Los templos más importantes en Sringeri son el templo de Śāradā y el templo de Vidiā Śankará. El templo de Śāradā, dedicado a Sri Sharada, diosa del estudio y la sabiduría, ha nacido en un lugar santo que pasa de moda al tiempo de Ādi Śankarāchāria. En el siglo XIV, Vidiāraņya, como se dice, ha substituido la vieja imagen de sándalo por una imagen de piedra y de oro.
La estructura del templo siguió siendo hecha de madera hasta muy temprano en el siglo XX. Después de que un incendio inesperado dañó la estructura, la estructura corriente fue construida al estilo tradicional del sur de la india (drávida).

## Sitios de interés más cercanos a Sringeri
- Horanadu - (Templo de Annapurneshari)
- Hariharapura - (Una rama del Sringeri Matha) www.hariharapura.org Archivado el 30 de septiembre de 2018 en Wayback Machine.
- Kigga - (Templo de Rishiashringa)
- Agumbe - (Templo de Venu Gopala Suami)
- Thirthahalli - (Templo de Rameshwara, a orillas del río Tunga) Thirthahalli
- Kalasa - (Templo de Kalaseshwara)
- Balehonnur - (Rambapuri Matha - Virasaiva)
- Bandigadi - (Bandigadi/Shakatapuram Matha)
- Himbaravalli - (Templo de Udbava Ganapati - a 8 km de Sringeri en dirección hacia Hariharapura)
- Megur - (Templo de Venkata Ramana Suami)
- Krishna Matha en Udupi